# Universität Carlo Cattaneo

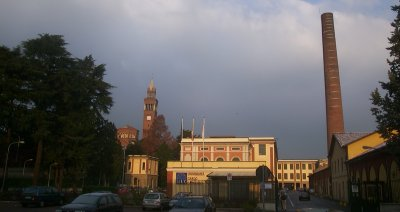
Universität Carlo Cattaneo (2005)

Die Universität Carlo Cattaneo (kurz LIUC; italienisch Libera Università Carlo Cattaneo) ist eine italienische Privatuniversität mit Sitz in Castellanza zwischen Mailand und Varese. 
Die Hochschule wurde 1991 von rund 300 Unternehmern als Joint Venture von italienischen Unternehmen gegründet, die die Anfangsfinanzierung bereitstellten, und dem Industrieverband der Provinz Varese (UNIVA) zunächst als Libero Istituto Universitario Carlo Cattaneo gegründet. Die Universität, die nach Carlo Cattaneo benannt ist, ist in einer nach dem Entwurf von Aldo Rossi restaurierten Cotonificio Cantoni, einer Baumwollspinnerei aus dem 19. Jahrhundert, untergebracht.

## Fakultäten
- Fakultät Wirtschaftswissenschaften
- Fakultät Wirtschaftsrecht
- Fakultät Wirtschaftsingenieurwesen